# Earnest Hooton
Earnest Albert Hooton (Clemansville, Winnebago, 20 de novembro de 1887 - Cambridge, 3 de maio de 1954) foi um antropólogo físico estadunidense.

## Biografia
Earnest Albert Hooton nasceu na pequena comunidade de Clemansville, no Condado de Winnebago, em Wisconsin, em 20 de novembro de 1887. Formou-se bacharel na Universidade Lawrence em 1907, mestre na Universidade de Wisconsin-Madison no ano seguinte e doutor na mesma em 1911. Foi bolsista da Bolsa Rhodes de 1910 a 1913, na Universidade de Oxford, onde se diplomou em antropologia e se bacharelou em literatura. Em 1913, tornou-se instrutor na Universidade de Harvard e curador de somatologia no Peabody Museum de Harvard, ascendendo a professor assistente em 1921, associado em 1927 e catedrático em 1930, posição que ocupou até a morte, assim como a de curador. Neste período, teve entre seus alunos Carleton Coon, Sherwood Washburn, William W. Howells e Harry L. Shapiro.
Faleceu em 3 de maio de 1954 em Cambridge, sendo sobrevivido por esposa e três filhos.